# San Miguel (Belize)
San Miguel ist ein Ort im Toledo District von Belize. 2010 hatte der Ort 537 Einwohner, hauptsächlich Angehörige des Volkes der Kekchí.

## Geografie
Der Ort liegt am Rio Grande, an einer Straße, die San Pedro Columbia im Westen mit Silver Creek im Osten am Southern Highway verbindet.
Im Süden erstreckt sich der Urwald der Maya Mountains mit dem Columbia River Forest Reserve.

## Klima
Nach dem Köppen-Geiger-System zeichnet sich durch ein tropisches Klima mit der Kurzbezeichnung Af aus.